# Театр Тампере
Театр Тампере (фин. Tampereen Teatteri) — один из двух крупных театров в финском городе Тампере, наряду с Рабочим театром Тампере. Одно из старейших учреждений искусства Финляндии. С момента основания работал как профессиональный театр.

## История
Ещё до официального создания театра, в Тампере велась активная работа в поддержку его организации. В конце XIX века широко обсуждался вопрос о том, что городу необходимо здание для театра. В 1891 году начался сбор пожертвований для создания фонда для осуществления проекта. В 1903 году Каарле Халме, театральный деятель и актёр, представил свой план создания театра руководству Финского Клуба Тампере.
Основан театр был в 1904 году. Первым директором Театра Тампере был избран Карле Хальме, который сразу же ангажировал в первую творческую труппу театра семнадцать профессиональных актёров.
Первый год деятельности Театра Тампере стал рекордным по количеству премьер — 24. Театр начал гастролировать в сельской местности, первые гастроли состоялись уже через месяц после премьерного спектакля на открытии театра.
Сначала у театра не было собственного помещения, и ему приходилось часто менять местоположение. Собственное здание появилось только в 1912 году.

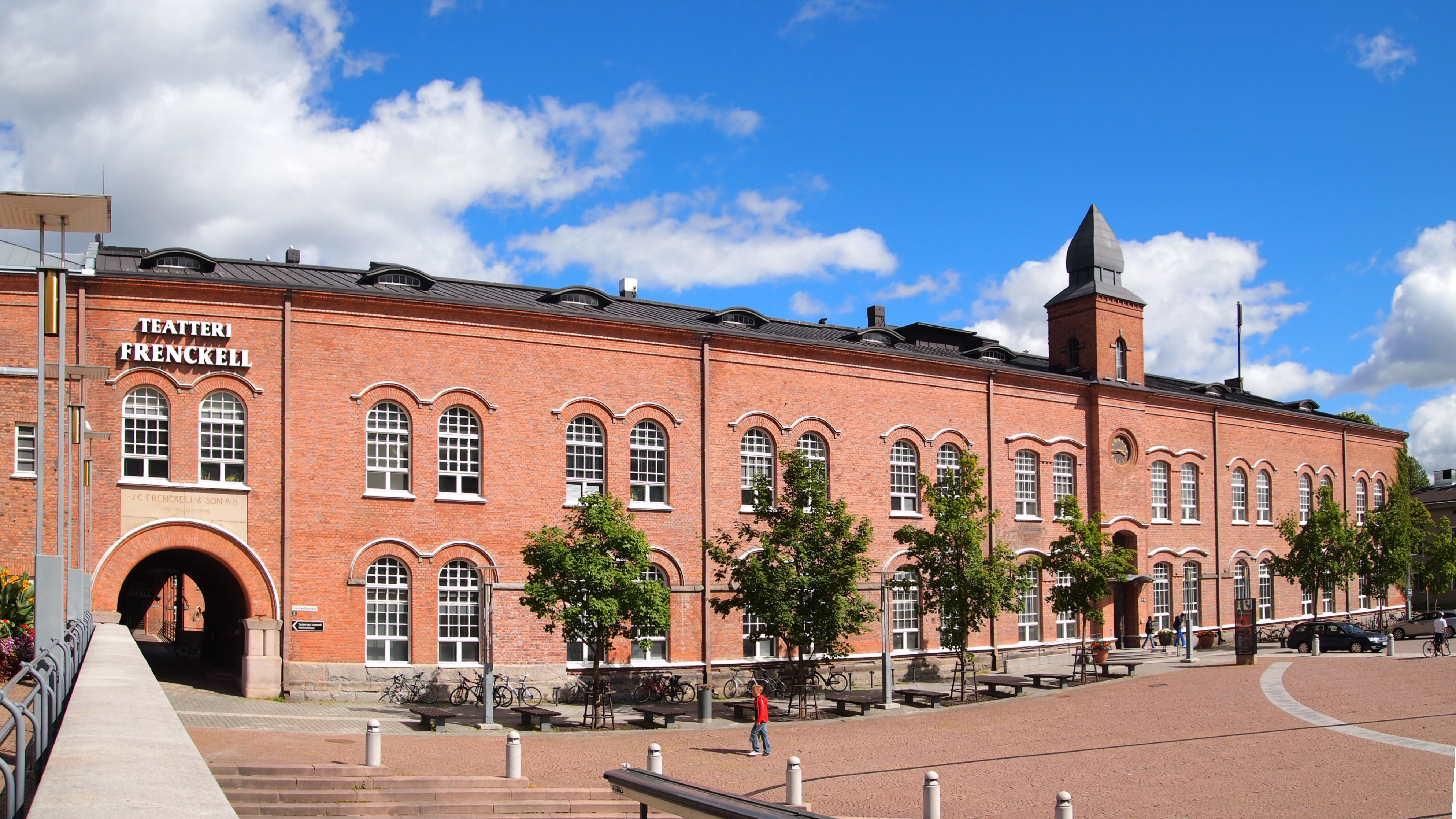
Филиал театра в квартале Frenckell

Сейчас театр Тампере находится прямо в центре города на Рыночной площади, напротив здания муниципалитета на берегу Таммеркоски. Здание выполнено в стиле национальной романтической архитектуры. Вторая локация, называемая Frenckell Hall, также находится на берегу городского канала в старом кирпичном здании в квартале Frenckell.

## Руководители театра
- Карле Хальме (1904—1905)
- Элли Томпури (1905)
- Понтус Артти (1905—1906)
- Аарне Орджатсало (1906)
- Хеммо Каллио (1906—1907)
- Пекка Альпо (1907—1912)
- Джалмари Халь (1912—1915)
- Я. А. Пярнянен (1915—1916)
- Валле Сорсакоски (1916—1917)
- Джалмари Ладенсуо (1917—1918)
- Миа Бакман (1918—1921)
- Джалмари Ладенсуо (1921—1923)
- Теуво Пуро (1923—1924)
- Эйно Салмелайнен (1925—1934)
- Вильхо Илмари (1934—1937)
- Арви Кивимаа (1937—1940)
- Каарло Аарни (1940—1942)
- Рауль аф Хеллстрём (1942—1943)
- Слава Леппянен (1943—1949)
- Йоуко Паавола (1949—1955)
- Сакари Пуурунен (1955—1959)
- Калерво Ниссиля (1959—1963)
- Раули Лехтонен (1963—1988)
- Эско Ройне (1988—1998)
- Хейкки Вихинен (1998—2010)
- Рейно Брагге (2010—2020)

С 2020 года театром Тампере руководит Микко Каннинен.